# Chater Lea
Chater Lea is een historisch Brits merk van motorfietsen, cyclecars en automobielen.
De bedrijfsnaam was: Chater Lea Fittings, vanaf ca. 1900 Chater Lea Mfg. Co. Ltd., London, later Letchworth, Hertfordshire.

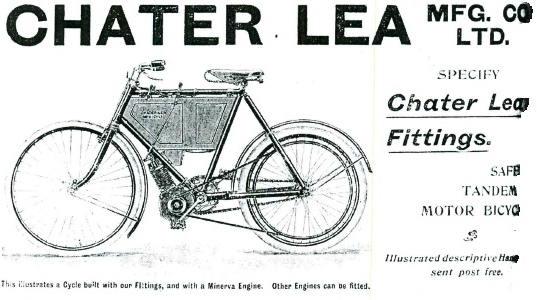

William Chater Lea richtte zijn bedrijf in 1890 op als producent van fietsonderdelen en toebehoren. Men maakte o.a. framelugs, maar nog geen complete frames. Toen rond 1900 de eerste motorfietsen verschenen werden ook daarvoor onderdelen gemaakt, maar in 1902 verscheen voor het eerst een geheel door Chater Lea gebouwde motorfiets met een 211cc-Minerva-snuffelklepmotor. Compleet was de machine nog niet: omdat Chater Lea zelf geen zadels en banden produceerde, moest de klant die elders aangschaffen.
De productie van motorfietsen bleef vooralsnog beperkt, mede omdat de frames van Chater Lea zeer geliefd werden bij andere bedrijven. Caswell en Armstong, beiden eveneens gevestigd in Londen, gebruikten Chater-Lea frames, net als Clyno in Wolverhampton en Arrow in Birmingham. De frames werden dan ook voortdurend aangepast, voor de inbouw van versnellingsbakken en verschillende aandrijvingen (kettingaandrijving-, riemaandrijving of chain-cum-belt drive).
In 1907 presenteerde het merk op de Stanley Show een cyclecar, de tweezits "Carette" met een 6pk-motor en kettingaandrijving naar een van de achterwielen, maar ook een lichte 2½pk-motorfiets met een JAP-motor. Al snel volgde een 5pk-model en een zijspancombinatie met een tweecilindermotor. Chater Lea gebruikte in de eerste jaren allerlei inbouwmotoren van Kelecom-Antoine, Fafnir, Brown, Trent, MMC, Minerva, De Dion-Bouton, Peugeot, Saroléa, Precision, JAP, Blackburne, Villiers en andere merken. Er bestond een voorkeur voor zware V-twins, zeker als het om Chater Lea zijspantrekkers ging.
Net als veel andere merken experimenteerde Chater Lea enige tijd met achtervering, maar stapte daar snel weer vanaf. Wel ontwikkelde men eigen geveerde voorvorken.
In 1912 verhuisde het bedrijf van Golden Lane naar Banner Street, eveneens in Londen. In dat jaar verscheen ook het model 7 met zijspan, drie versnellingen en kettingaandrijving.
Toen de Eerste Wereldoorlog uitbrak werd het grootste deel van de Britse motorfietsindustrie stilgelegd door het War Office, enerzijds om materiaalschaarste te voorkomen, maar ook om fabrikanten in te zetten voor de oorlogsproductie. Dat laatste gebeurde ook met Chater Lea, dat geen motorfietsen maar wel militaire uitrustingsstukken maakte.
Na de oorlog werd de productie weer opgepakt, en A.C. Woodman kwam in dienst als hoofdconstructeur. Men maakte toen zeer lichte 2pk-modellen maar ook nog steeds zware V-twins. In 1922 veranderde dat en ging men meer eencilinders, vooral van Blackburne, gebruiken. Er kwam een 350cc-kopklepper en een 545cc-zijklepper als zijspantrekker. Deze machines hadden volledige (primaire en secundaire) kettingaandrijving. Er volgde ook een lichte machine met een kleine tweetaktmotor.
Er werd nu steeds meer samengewerkt met Burney & Blackburne. Halverwege de jaren twintig volgde een 350cc-sportmotor, die door constructeur/coureur Dougal Marchant in wedstrijden werd ingezet. In 1928 veroverde hij 11 records op het Brooklands circuit. In de jaren daarna bleef Marchant de Blackburne-Chater Lea-racers doorontwikkelen en hij haalde nog meer sportieve successen. Het merk grossierde in snelheidsrecord, vooral toen de racers van Marchant bovenliggende nokkenassen kregen. Daardoor, maar ook door de goede afwerking en de betrouwbaarheid van de Blackburne-motoren, stond het merk Chater Lea in hoog aanzien. In 1925 besloot Woodman ook voor de gewone klanten een motor met bovenliggende nokkenas te maken. De constructie was heel anders dan gebruikelijk. Feitelijk vervulde de koningsas de functie van nokkenas. Het bovenste tandwiel van de koningsas was vervangen door twee boven elkaar geplaatste schijven met nokken. Deze nokken bewogen elk een armpje dat verbonden was met een tuimelaar die een klep opende. Het sluiten van de klep geschiedde met gewone klepveren. Door een aluminium koppakking was de cilinderkop oliedicht, wat indertijd tamelijk zeldzaam was.
Vanaf 1930 begon Chater Lea de motorfietsproductie af te bouwen, maar tot 1934 verschenen er nog nieuwe modellen op de diverse motorshows. In 1936 stopte men helemaal met het maken van motorfietsen.

## Auto's
Na de "Carette" uit 1908, waarvan waarschijnlijk niet meer dan enkele honderden exemplaren verkocht werden, bleef Chater Lea af en toe cyclecars maken. In 1913 deed men een iets serieuzere poging om echte auto's te maken. Er verscheen een 8pk-model met een 1094 cc watergekoelde viercilinderlijnmotor, hoewel een aantal exemplaren mogelijk ook de zware V-twin van Blackburne had. Na de Eerste Wereldoorlog werd de productie in 1921 weer opgepakt, maar nu was er een 10pk- 1315cc-motor ingebouwd. De aandrijving geschiedde via een drieversnellingsbak en cardanaandrijving. Deze lichte auto werd aanvankelijk voor £ 350,= aangeboden, maar de prijs zakte later naar £ 300,=. Desondanks was het geen succes en in 1922 werd de productie gestaakt.

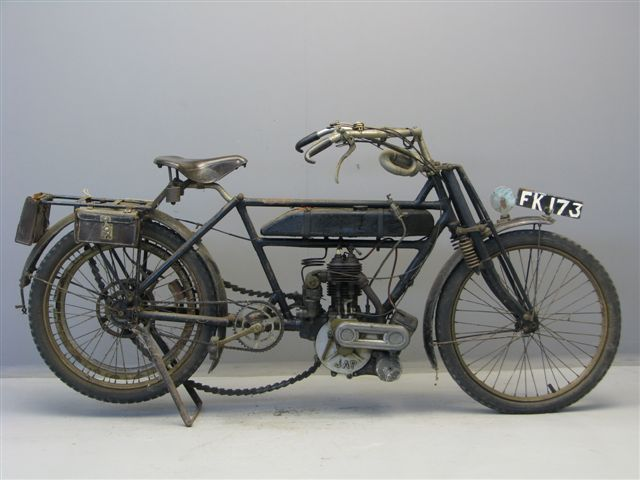
Chater Lea met een JAP zijklepmotor uit 1910
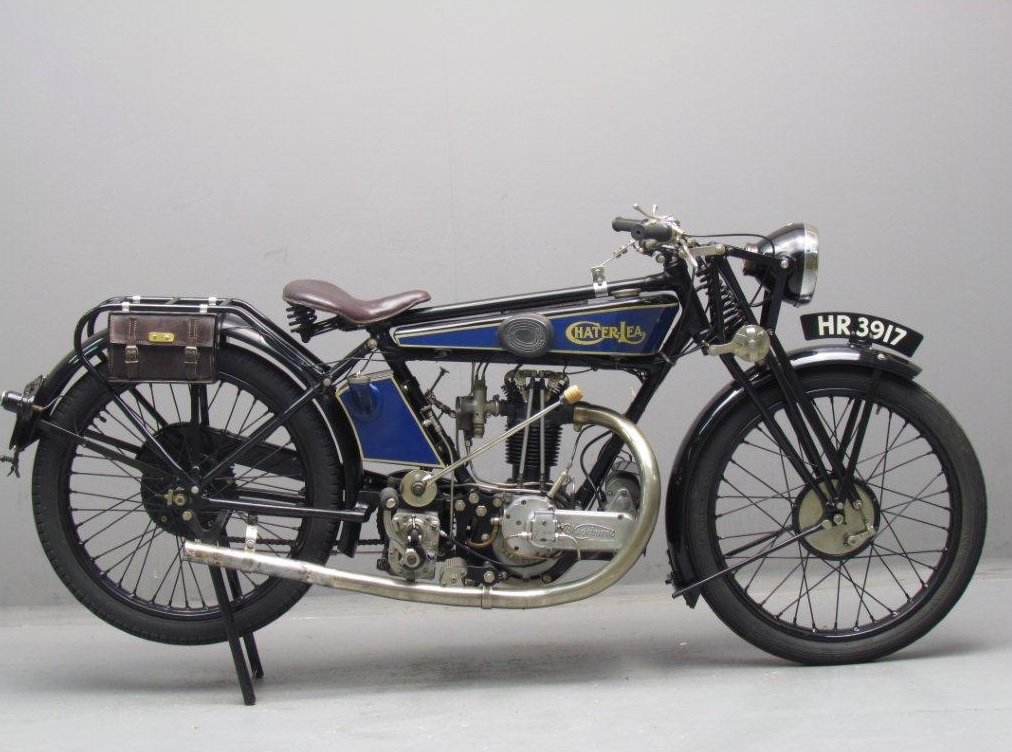
Chater Lea 350 cc Blackburne uit 1926
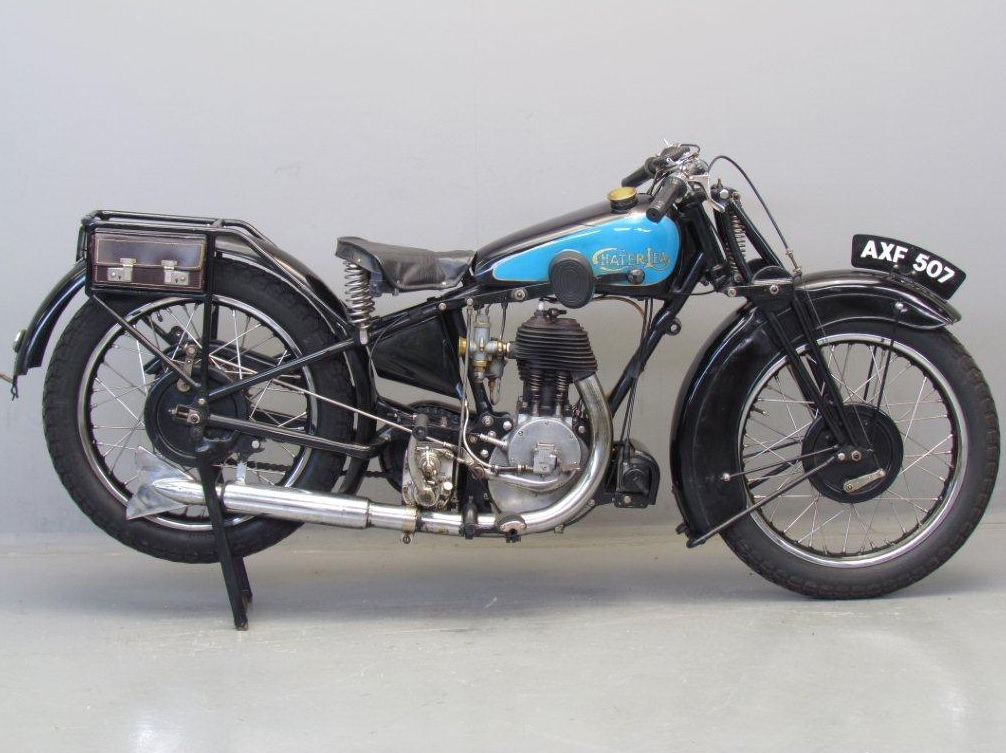
Chater Lea model M 545 uit 1934 met een zijklepmotor uit de eigen fabriek
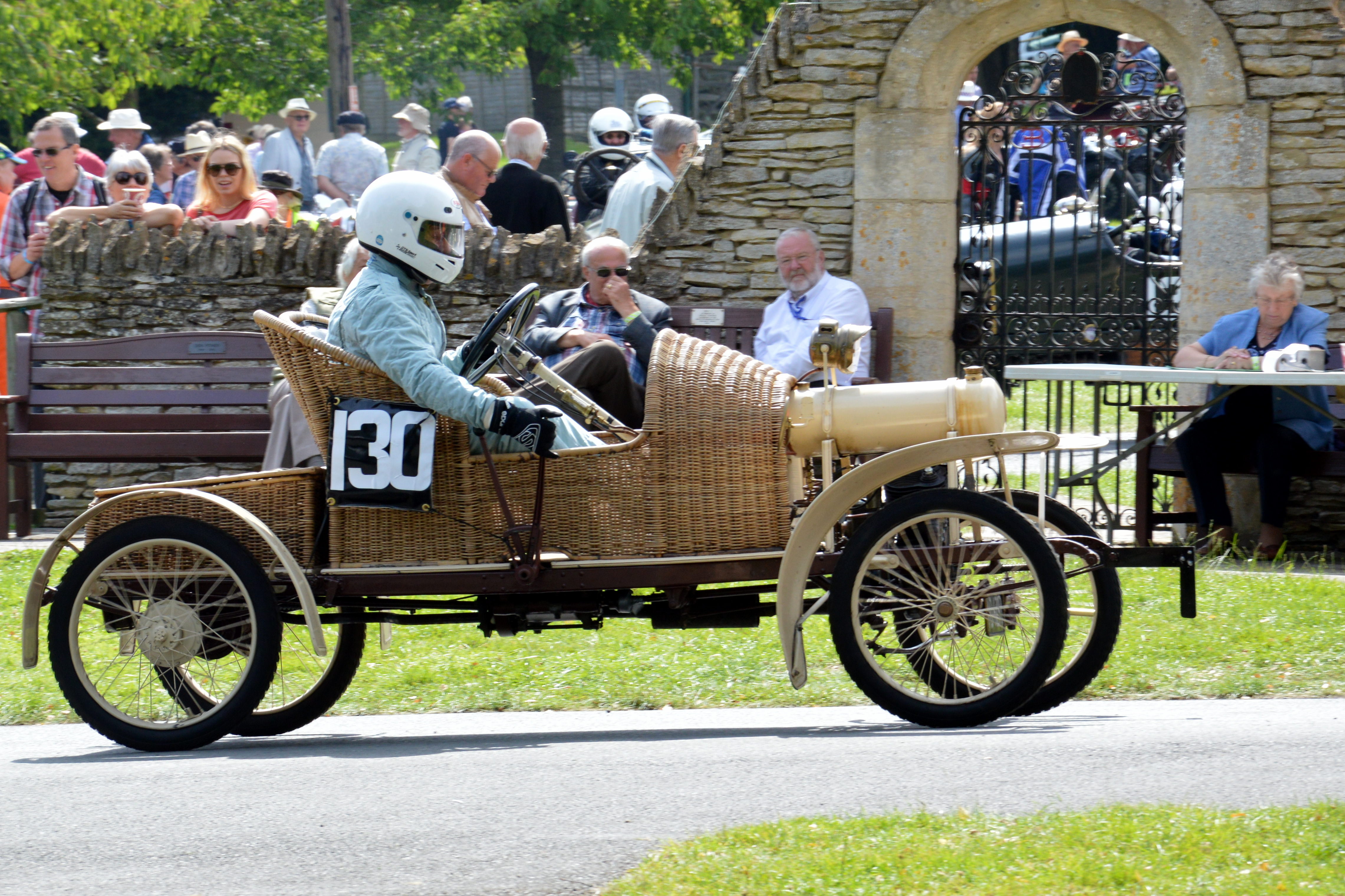
rieten cyclecar uit 1912
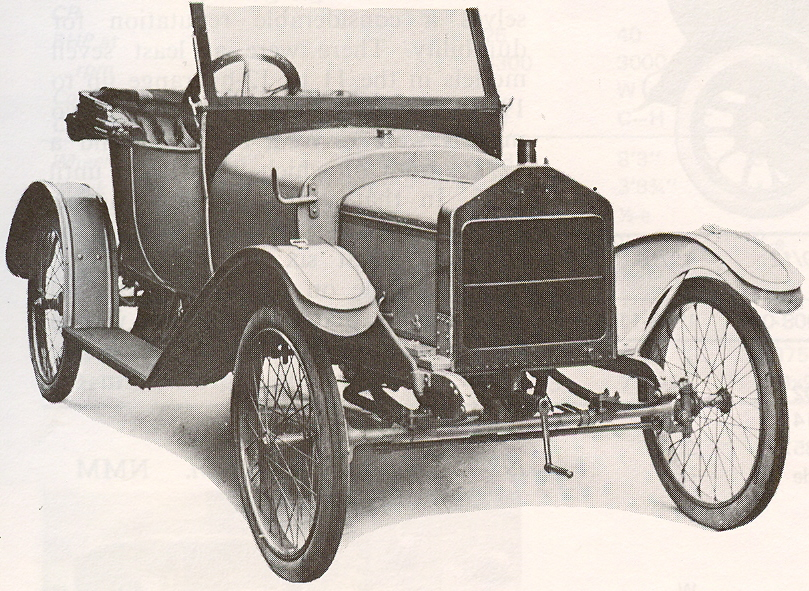
Chater Lea uit 1913